# Nanoröhre
Eine Nanoröhre (englisch Nanotube) ist ein länglicher Hohlkörper mit einem Durchmesser von weniger als 100 Nanometern. Besonders bedeutend und gut untersucht sind Kohlenstoffnanoröhren (kurz CNTs), es gibt aber auch Nanoröhren aus Bornitrid, Titandioxid, Sulfiden (Molybdän- und Wolframdisulfid, Kupfer(II)-sulfid) und Halogeniden (Nickelchlorid, Cadmiumchlorid, Cadmiumiodid).
Die Herstellung und mögliche Nutzung von Nanoröhren wird im Rahmen der Nanotechnologie intensiv erforscht: Im Jahr 2002 sind etwa 3000 wissenschaftliche Veröffentlichungen über Nanoröhren erschienen.

Animation einer einwandigen Kohlenstoffnanoröhre

## Eigenschaften

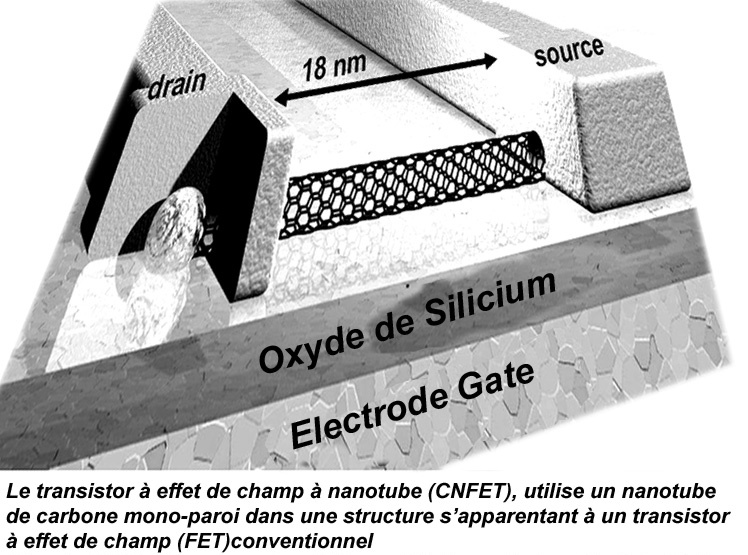
Struktur eines Kohlenstoff-Nanoröhren-Feldeffekttransistors (CNTFET), Objekt der Forschung

Von allen in der Einleitung genannten Werkstoffen ist schon lange bekannt, dass sie, analog zu Kohlenstoff in Form von Graphit, Schichtstrukturen ausbilden können. Auch aus Kunststoffen lassen sich Nanoröhren fertigen.
Typischerweise beträgt der Durchmesser einer Nanoröhre nur wenige Nanometer; die inneren Röhren in mehrwandigen Nanotubes können bis zu 0,3 Nanometer dünn werden. Damit sind sie nur einige Zehntausendstel so dick wie ein menschliches Haar. Bei Kohlenstoffnanoröhren wurden bereits Längen von 20 Zentimetern erreicht. Typisch sind aber Längen von einigen Mikrometern.
Nanoröhren können ein- oder mehrwandig sein und die Wand kann sowohl einen geschlossenen Ring, als auch eine spiralige Struktur ausbilden. Die Enden der Röhren können geschlossen oder geöffnet sein, und das Innere kann leer oder gefüllt sein. Kohlenstoffnanoröhren z. B. konnten, zumindest teilweise, schon mit flüssigem Blei befüllt werden. Je nach Produktionsbedingungen entstehen auch ganze Bündel oder Fäden von Nanoröhren.

## Anwendungen
Wissenschaftler denken etwa an einen Weltraumlift, der per Nano-Seilen mit der Erdoberfläche verbunden ist. Auf einem solchen Seil könnte ein Weltraumfahrstuhl z. B. Satelliten ins All befördern oder Raumstationen kostengünstig versorgen.
Ein weiteres Anwendungsgebiet soll künftig in den Akkus von Elektroautos liegen. Forscher der Stanford University und der Hanyang-Universität in Ansan, forschen gemeinsam mit dem koreanischen Batterie-Hersteller LG Chem an einer Methode die Akkus aus Nanoröhren herzustellen, was die Laufzeit eines Akkus von momentanen 30 Minuten auf drei bis vier Stunden erhöhen würde.

## Kritik
Kritiker verweisen darauf, dass die Risiken der Nanotechnologie bisher nur unzureichend erforscht sind. Es gibt Hinweise darauf, dass bestimmte Nanoröhrchen, ähnlich wie Asbestfasern, die Entstehung von Krebs begünstigen können.
Forschungen zu gesundheitlichen Risiken und Auswirkungen auf lebende Organismen werden unter dem Stichwort Nanotoxikologie zusammengefasst.